# Trichocentrum cavendishianum
Trichocentrum cavendishianum är en orkidéart som först beskrevs av James Bateman, och fick sitt nu gällande namn av Mark W. Chase och Norris Hagan Williams. Trichocentrum cavendishianum ingår i släktet Trichocentrum och familjen orkidéer. Inga underarter finns listade i Catalogue of Life.

## Bildgalleri

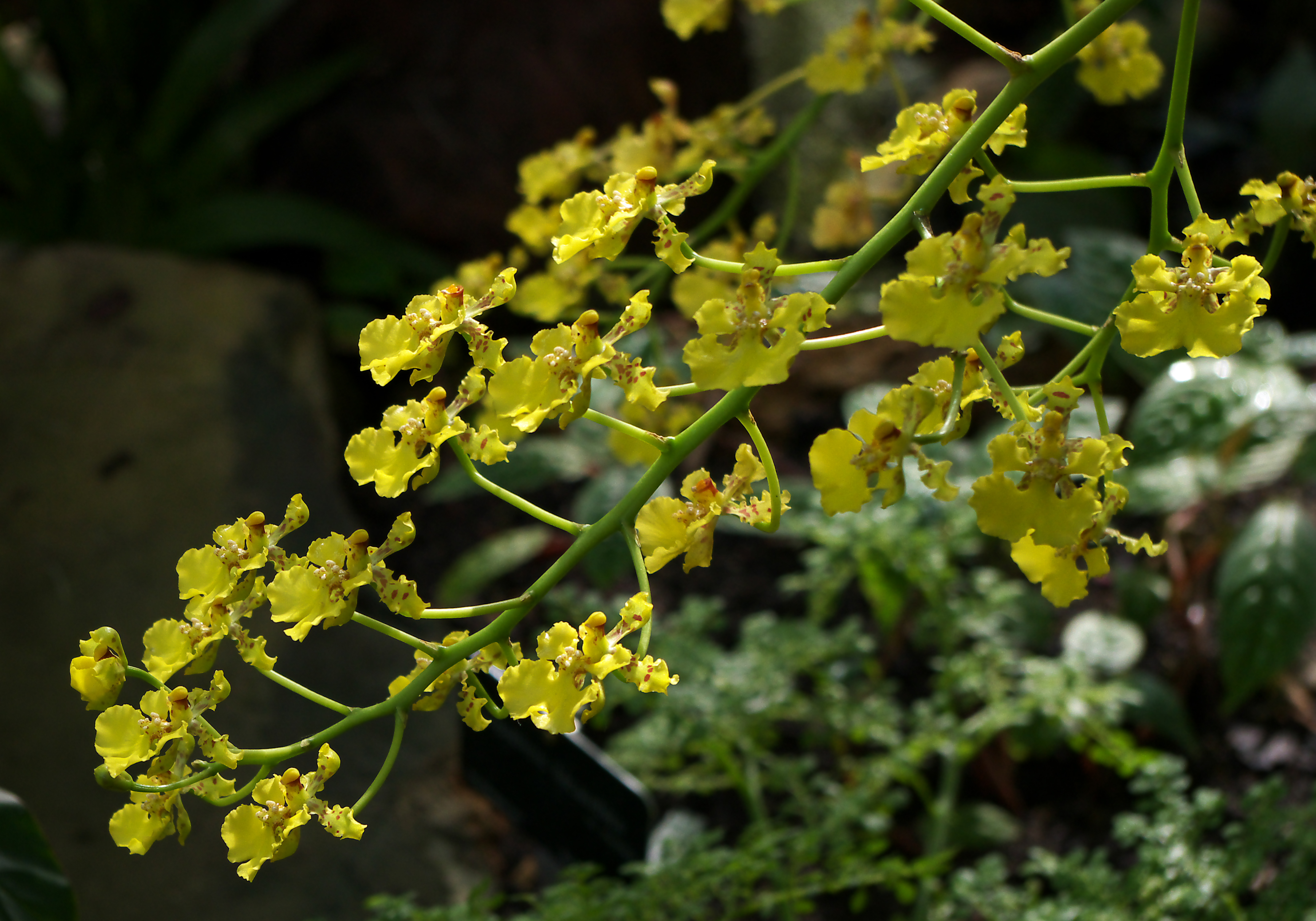
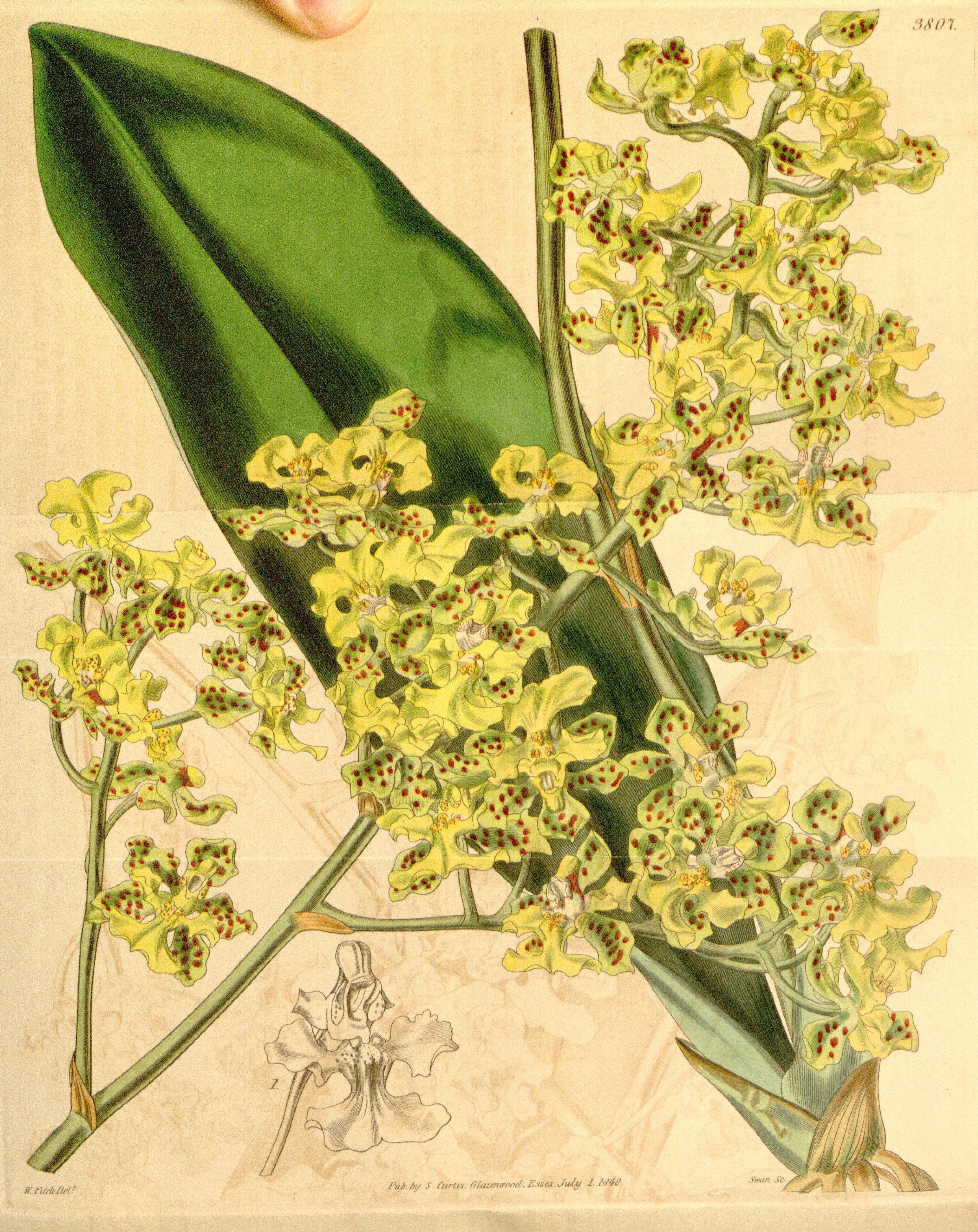
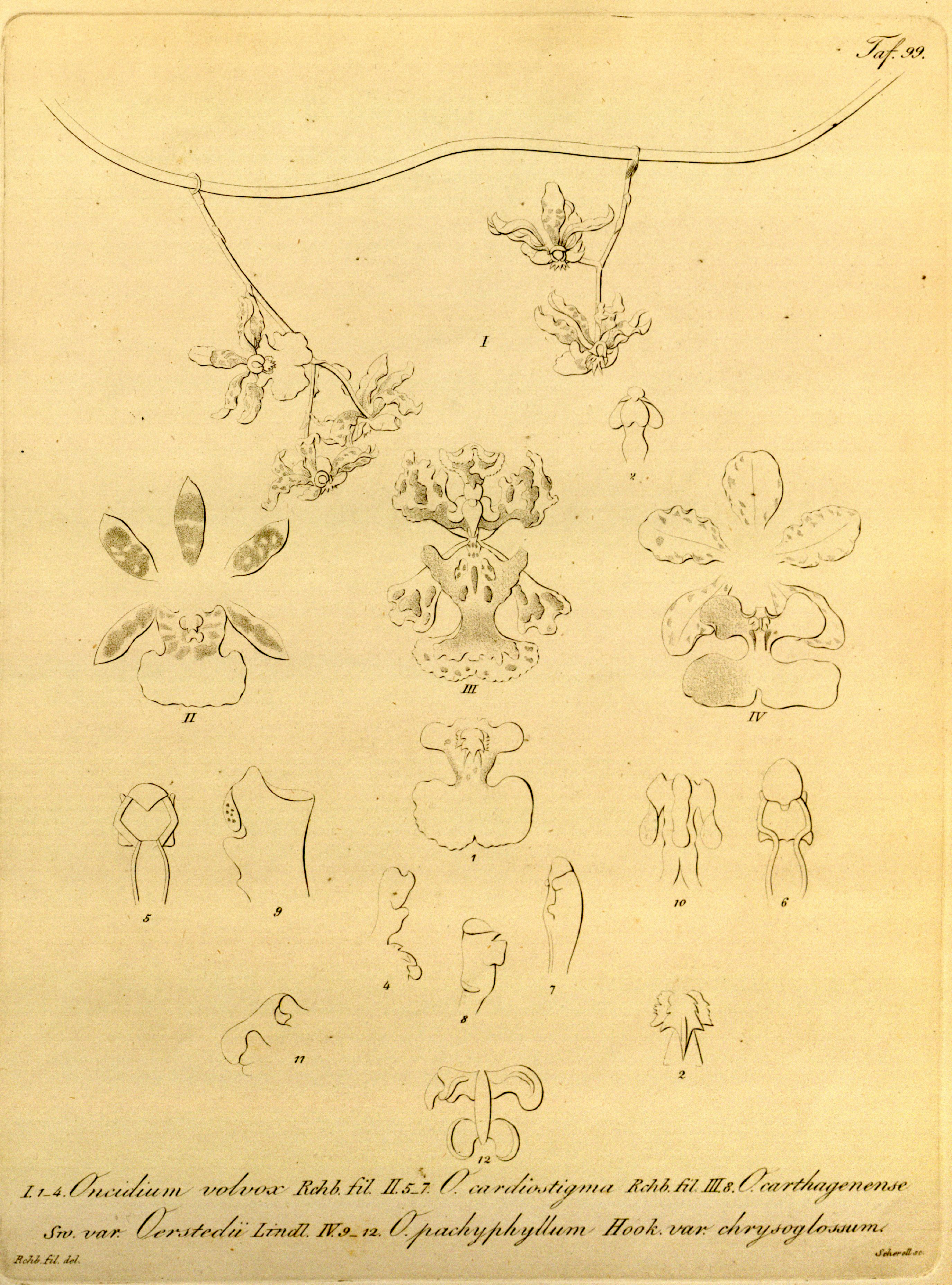
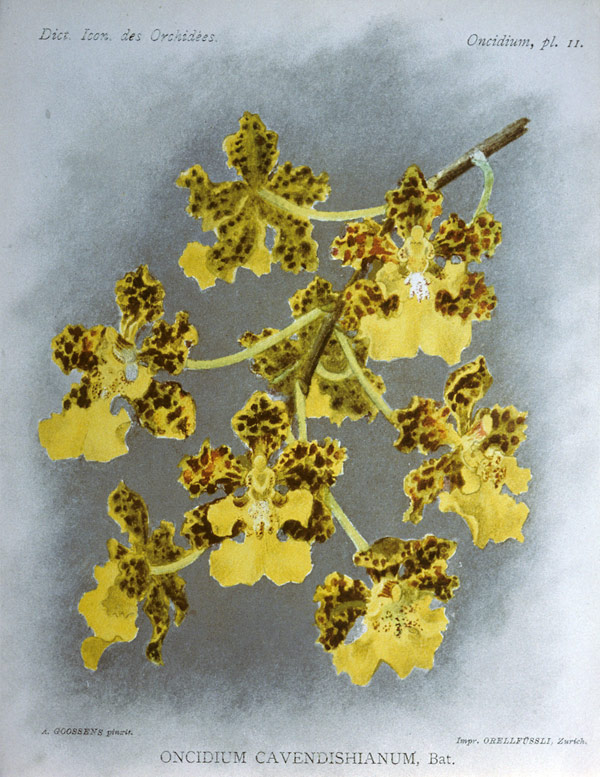